# Thymichthys politus
Thymichthys politus är en fiskart som först beskrevs av Richardson, 1844.  Thymichthys politus ingår i släktet Thymichthys och familjen Brachionichthyidae. Inga underarter finns listade i Catalogue of Life.